# Yu Wenxia
Yu Wenxia (chiń. 于文霞; pinyin Yú Wénxiá, ur. 6 sierpnia 1989 w Harbinie) – chińska modelka, zwyciężczyni konkursu Miss World 2012.
Finał 62. edycji konkursu odbył się w Ordos, na skraju pustyni Gobi na północy Chin. Nowa Miss Świata 2012 pokonała 115 konkurentek, w tym Polkę Weronikę Szmajdzińską.
Yu Wenxia studiowała muzykę. Jest drugą Chinką, która zdobyła tytuł Miss Świata. Pierwszą była Zhang Zilin w 2007 r.